# Chrysopa isolata
Chrysopa isolata is een insect uit de familie van de gaasvliegen (Chrysopidae), die tot de orde netvleugeligen (Neuroptera) behoort. 
Chrysopa isolata is voor het eerst wetenschappelijk beschreven door Banks in 1914.